# Ла-Игера (Боливия)
Ла-Игера (исп. La Higuera, «Смоковница») — небольшая деревня в Боливии, находящаяся в провинции Вальегранде, в департаменте Санта-Крус. Она расположена в кантоне Ла-Игера, принадлежащем муниципалитету Пукара.

## География
Деревня расположена в 150 км к юго-западу от Санта-Крус-де-ла-Сьерра. Ла-Игера лежит на высоте 1950 м. Его население (по данным переписи 2001 года) составляет 119 человек (в основном, коренные гуарани).

## История
см. также: Захват и казнь Че Гевары
8 октября 1967 года кубинский революционер Че Гевара был схвачен сотрудничавшей с ЦРУ армией Боливии в близлежащем ущелье Quebrada del Churo, положив конец его кампании по созданию континентальной революции в Южной Америке. Че Гевара был переведён в здание школы, где на следующий день был убит. После этого тело было доставлено в Вальегранде, где оно было помещено на всеобщее обозрение, а затем тайно захоронено под взлётно-посадочной полосой.

### Че-туризм
«Туристы со всего мира, путешествуя, посещают Ла-Игеру. Один француз открыл общежитие в помещении телеграфа, где партизаны сделали последнюю попытку установить контакт с внешним миром. Рядом кубинские врачи бесплатно лечат нуждающихся сельскохозяйственных рабочих. Изображения революционера висят в хижинах сельских жителей, и многие люди молятся «Santo Ernesto» (святому Эрнесто), который, говорят, совершает чудеса.»
Der Spiegel, October 2007 
Монумент «El Che» и мемориал в бывшем здании школы — главная достопримечательность этой местности. Ла-Игера является остановкой на «Ruta del Che» (Che Guevara Trail), открытом в 2004 году.